# ガムジグラード
ガムジグラード（Гамзиград, Gamzigrad）はセルビアのザイェチャル市にある村で、2002年の人口は945人である。
ガムジグラードの近くには、古代ローマ皇帝ガレリウスが生まれた場所であり、死後埋葬された場所でもある城塞、ロムリアーナ（フェリクス・ロムリアーナ）の遺跡が残っている。この遺跡は、2007年にユネスコの世界遺産に登録された（ID1253）。

## 歴史
107年にトラヤヌス帝が征服したあと、ローマ属州のダキアが創設されたが、ガリエヌス治下の268年に失われた。アウレリアヌス帝はレギオンをドナウ河岸に移転し、主都アカル（Achar）を置く属州「ダキア・リペンシス」（河岸のダキア）を創設する形でこの地方を再編した。
ロムリアーナの城塞は、この新しい属州に含まれていた。この城砦がロムリアーナ（Romuliana）もしくはフェリクス・ロムリアーナ（Felix Romuliana）と呼ばれたのは、ガレリウス帝の母ロムラ（Romula）の名に因んでいる。いくつものローマ街道の交差点に当たっていたので、城砦は属州の行政府となり、この地方で産出した黄金の管理に当たっていた。 
ロムリアーナは、ここを特権的な住居として使ったガレリウス帝の治下で繁栄を謳歌した。彼はそこに城壁を築き、宮殿を建てた。そしてガレリウスはこの宮殿で歿し、そこに埋葬された。
ロムリアーナはビザンティン帝国の下でも重要な位置にあったが、6世紀にアヴァール人に破壊された。

## 遺跡
ロムリアーナの城砦群は、今日では西門と主要な城壁が残っている。考古学者たちは、ここで、宝石、武器、貨幣といった古代ローマ時代に遡る多くの遺物を発見している。特に貨幣は年代を判断する助けになるものである。 
廃墟にも興味深いものは至る所にある。バシリカ跡、寺院跡、共同浴場跡などである。ガレリウスによって建てられた宮殿は、美しい柱やモザイク画が残っている。それらのモザイク画のひとつはアドーニスを描いたものであり、他には狩猟の場面を描いたものもある。材質には大理石や斑岩が用いられており、在りし日の宮城としての栄華を偲ばせる。
宮殿のそばにあるマグラの丘の上には、ガレリウス帝とその母ロムラの2つの墓と塚を含む記念碑がある。

## 世界遺産
ロムリアーナの城砦は2007年に世界遺産に登録された。

### 登録基準
この世界遺産は世界遺産登録基準のうち、以下の条件を満たし、登録された（以下の基準は世界遺産センター公表の登録基準からの翻訳、引用である）。
- (3) 現存するまたは消滅した文化的伝統または文明の、唯一のまたは少なくとも稀な証拠。
- (4) 人類の歴史上重要な時代を例証する建築様式、建築物群、技術の集積または景観の優れた例。